# Mandelshagen
Mandelshagen is een Ortsteil van de gemeente Blankenhagen in de Duitse deelstaat Mecklenburg-Voor-Pommeren. Op 1 januari 2012 werd de gemeente Mandelshagen opgeheven en het gebied bij Blankenhagen gevoegd.